# Mittelturm (Königs Wusterhausen)
Der Mittelturm des Senders Königs Wusterhausen war ein 243 Meter hoher, gegen Erde isolierter freistehender Stahlfachwerkturm mit dreieckigem Querschnitt auf dem Funkerberg in Königs Wusterhausen. Er wurde zwischen 1924 und 1925 gebaut und diente zur Abspannung von Drahtantennen. Er sollte ursprünglich durch Aufsetzen einer Kurzwellenantenne auf 283 Meter Höhe aufgestockt werden, doch durfte diese nicht errichtet werden, da der Friedensvertrag von Versailles die Nutzung der kurzen Wellenlängen durch deutsche Sender verboten hatte. Zu seiner Erbauungszeit galt der Mittelturm als höchstes Bauwerk Deutschlands.

## Geschichte

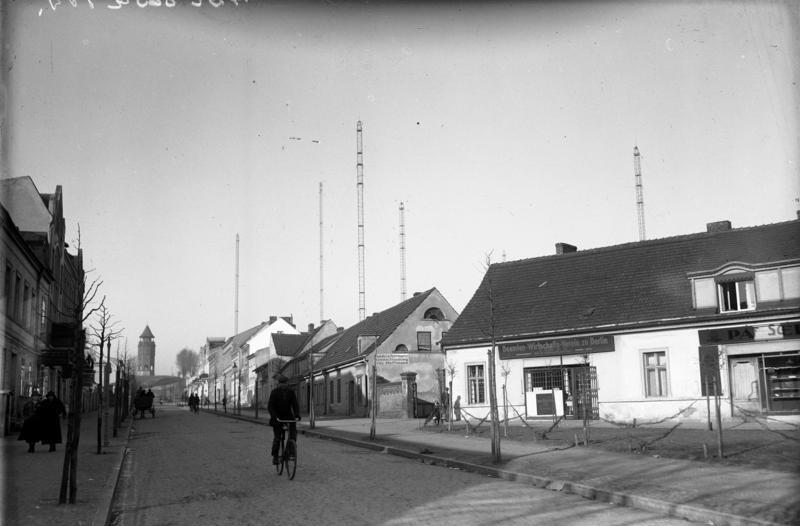
Anlage von Königs Wusterhausen aus gesehen.

Der Sendeturm stand auf drei einzelnen, je 60 m voneinander entfernten eisernen Stützen, die in 30 m über dem Bodenniveau zu einem Quergestell verbunden wurden. Darauf kam der eigentliche hoch aufragende Sendemast, der mit seinen Stützen sogar den Eiffelturm überragen sollte. Der freistehende Stahlfachwerkturm besaß im Zentrum ein Rohr, in dem eine senkrechte Steigleiter angebracht war. Im Inneren der Stahlgitterkonstruktion wurde ein Aufzug installiert, der die Techniker bis auf eine Plattform in 230 m Höhe bringen konnte. Von dort führten die Antennen zu sechs abgespannten Masten von 210 Metern Höhe. In einer zeitgenössischen Darstellung heißt es euphorisch: „... wird dieses Meisterwerk deutscher drahtloser Ingenieurstechnik dazu beitragen, den drahtlosen Verkehr innerhalb Deutschlands wie mit dem europäischen Festland außerordentlich zu fördern.“
Obwohl die Ingenieure und Erbauer in der Planung den Winddruck auf den Turm berücksichtigt hatten, hielt der auf dem Wappen von Königs Wusterhausen abgebildete Mittelturm, der den Spitznamen der Dicke trug, dem Orkan Quimburga nicht stand. Der Turm mit einem Eigengewicht von rund 700 Tonnen stürzte am 13. November 1972 ein. Er wurde komplett abgebaut und verschrottet.